# Erodium texanum
Erodium texanum A.Gray es una especie de la familia de las geraniáceas.

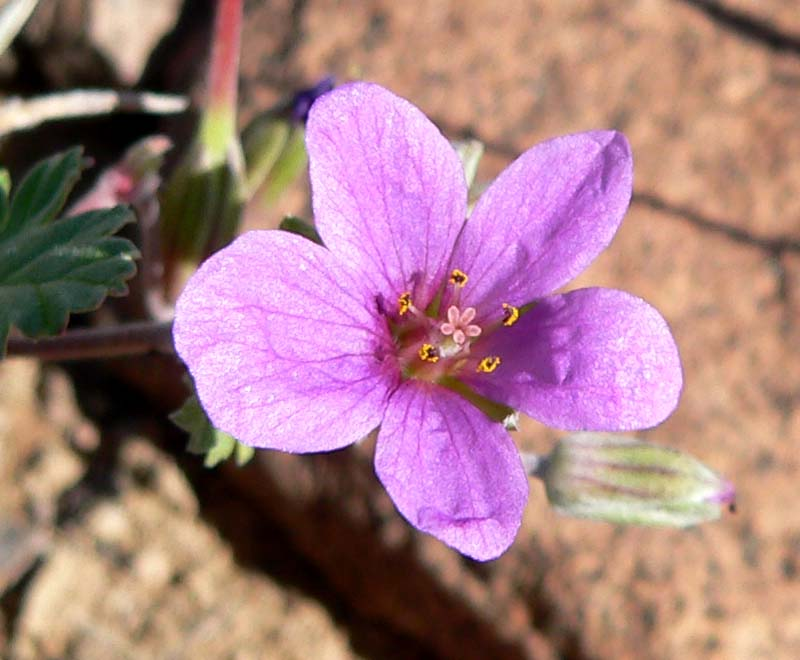
Detalle de la flor

## Hábitat
Es una especie nativa del sudoeste de los Estados Unidos y norte de México. Desde el desierto de Mojave, en el oeste, a Oklahoma desarrollándose en lugares de arena o grava lugares, hasta los 1000 m s. n. m. de altura.

## Descripción
Es una planta herbácea anual o bienal, con bajo crecimiento que alcanza los 60 cm de altura; las hojas son festoneadas, pinnadas y trilobuladas con un gran lóbulo medio.
Es una planta que necesita de baja a moderada cantidad de agua.

## Taxonomía
Erodium texanum fue descrita por  Asa Gray y publicado en Genera Florae Americae Boreali-Orientalis Illustrata 2: 130, pl. 151. 1849.